# Let It All In (I Am Kloot)
Let It All In è il sesto album in studio del gruppo rock britannico I Am Kloot, pubblicato nel 2013.

## Tracce
1. Bullets – 3:28
2. Let Them All In – 4:03
3. Hold Back the Night – 4:39
4. Mouth on Me – 2:54
5. Shoeless – 2:55
6. Even the Stars – 4:09
7. Masquerade – 2:20
8. Some Better Day – 2:53
9. These Days Are Mine – 5:41
10. Forgive Me These Reminders – 4:36